# Quilta mitrata
Quilta mitrata är en insektsart som först beskrevs av Carl Stål 1861.  Quilta mitrata ingår i släktet Quilta och familjen gräshoppor. Inga underarter finns listade i Catalogue of Life.